# SEHA League 2016-2017 (pallamano maschile)
La SEHA League 2016-2017 è la 6ª edizione del torneo per squadre balcaniche.

## Squadre partecipanti
| Nazione              | Squadra               | Città    | Capacità                                  |
| Bielorussia          | Meshkov Brest         | Brėst    | Universal Sports Complex Victoria (3,740) |
| Bosnia ed Erzegovina | HRK Izviđač           | Ljubuški | Ljubuški Sports Hall (4,000)              |
| Croazia              | PPD Zagreb            | Zagabria | Arena Zagreb (16,800)                     |
| Croazia              | RK Nexe Našice        | Našice   | Sportska dvorana (2,500)                  |
| Ungheria             | Telekom Veszprém      | Veszprém | Veszprém Aréna (5,096)                    |
| Macedonia            | Vardar                | Skopje   | Jane Sandanski Arena (6,000)              |
| Macedonia            | Metalurg              | Skopje   | Avtokomanda Sports Hall (2,000)           |
| Slovacchia           | Tatran Prešov         | Prešov   | City Hall Prešov (4,000)                  |
| Slovenia             | Gorenje Velenje       | Velenje  | Red Hall (2,500)                          |
| Slovenia             | Celje Pivovarna Laško | Celje    | Zlatorog Arena (5,500)                    |

## Classifica
|  | Pos. | Squadra               | Pt | G  | V  | N | S  | GF  | GS  | D    | Note   |
|  | ---- | --------------------- | -- | -- | -- | - | -- | --- | --- | ---- | ------ |
|  | 1.   | RK Vardar             | 47 | 18 | 15 | 2 | 1  | 599 | 510 | +89  | Final4 |
|  | 2.   | Telekom Veszprem      | 44 | 18 | 14 | 2 | 2  | 521 | 458 | +63  | Final4 |
|  | 3.   | Meshkov Brest         | 35 | 18 | 11 | 2 | 5  | 552 | 500 | +52  | Final4 |
|  | 4.   | PPD Zagreb            | 34 | 18 | 11 | 1 | 6  | 496 | 469 | +30  | Final4 |
|  | 5.   | Celje Pivovarna Laško | 33 | 18 | 11 | 0 | 7  | 561 | 545 | +16  |        |
|  | 6.   | Gorenje Velenje       | 18 | 18 | 6  | 0 | 12 | 501 | 520 | -19  |        |
|  | 7.   | RK Nexe Našice        | 18 | 18 | 5  | 3 | 10 | 493 | 523 | -30  |        |
|  | 8.   | Metalurg              | 17 | 18 | 5  | 2 | 11 | 453 | 472 | -19  |        |
|  | 9.   | Tatran Prešov         | 9  | 18 | 2  | 3 | 13 | 469 | 548 | -79  |        |
|  | 10.  | HRK Izviđač           | 7  | 18 | 2  | 1 | 15 | 503 | 603 | -100 |        |

## Final4

### Semifinali
| Squadra 1        | Squadra 2        | Risultato   |
| ---------------- | ---------------- | ----------- |
| RK Vardar        | PPD Zagreb       | 7 apr. 2017 |
| RK Vardar        | PPD Zagreb       | 36 – 28     |
| Telekom Veszprem | HC Meshkov Brest | 7 apr. 2017 |
| Telekom Veszprem | HC Meshkov Brest | 33 – 31     |

### Finale 3/4 posto
| Squadra 1     | Squadra 2  | Risultato   |
| ------------- | ---------- | ----------- |
| Meshkov Brest | PPD Zagreb | 9 apr. 2017 |
| Meshkov Brest | PPD Zagreb | 23 – 19     |

### Finale
| Squadra 1 | Squadra 2        | Risultato   |
| --------- | ---------------- | ----------- |
| RK Vardar | Telekom Veszprem | 9 apr. 2017 |
| RK Vardar | Telekom Veszprem | 26 – 21     |